# Инхибитор тимидилатне синтазе
Инхибитори Тимидилатне синтазе су хемијски агенси који инхибирају ензим тимидилатна синтаза, те могу да нађу примену у антиканцерној хемотерапији. Пет агенаса је било у клиничким исраживање 2002: ралтитрексед, пеметрексед, нолатрексед, ZD9331, i GS7904L.
Примери лекова ове класе су:
- Ралтитрексед, користи се за колоректални канцер од 1998
- Флуороурацил, користи се за колоректални канцер[3]
- BGC 945[4]
- OSI-7904L[5]